# Haakon Lind
Haakon Lind, ps. Skomaker'n (ur. 11 sierpnia 1906 w Oslo, zm. 28 czerwca 1955 tamże) – norweski bokser.

## Kariera amatorska
W 1928 wystartował na igrzyskach olimpijskich w wadze lekkiej, kończąc rywalizację na 17. pozycji. W pojedynku pierwszej rundy przegrał z Niemcem Franzem Dübbersem.

## Kariera zawodowa
W latach 1929–1934 był zawodowym bokserem wagi lekkiej. W 1931 wywalczył tytuł mistrza Norwegii oraz mistrza Skandynawii.

## Losy po zakończeniu kariery
Zmarł nagle 28 czerwca 1955 w Oslo na zawał serca.